# Дедоплис-Цкаро
Дедоплис-Цкаро (груз. დედოფლისწყარო) — город на юго-востоке Грузии, в Кахетии, центр Дедоплисцкаройского муниципалитета.
Население — 5940 жителей (2014).
Город расположен на Иорском плоскогорье, в 115 км к юго-востоку от Тбилиси. Конечная железнодорожная станция Грузинской железной дороги на ветке от Тбилиси (133 км).
В окрестностях расположена средневековая крепость Хорнабуджи (Хорнабуджисцихе).

## Этимология названия
Название города переводится с грузинского языка как царицыны источники. Название Цители-Цкаро, которое город носил в советское время, переводится как красные источники. В царские времена город носил название Царские Колодцы.

## История
Основан в 1803 году русским генералом Василием Гуляковым как первое военное укрепление — Царские Колодцы. В 1869 году немецкие предприниматели Карл Генрих фон Сименс и Эрнст Вернер фон Сименс построили рядом с поселением нефтеперерабатывающий завод, который функционировал до середины 1870-х годов. 28 декабря 1938 года селение Цители-Цкаро получило статус посёлка городского типа.

## Население
- Грузины — 91 %
- Другие национальности — 9 %.

## Известные уроженцы
- Алексей Арестович (род. 1975) — блогер, политический и военный обозреватель[8].
- Валерий Кочиашвили (род. 1952) — театральный художник, заслуженный деятель искусств РФ, художественный руководитель Воронежского театра оперы и балета[9].
- Николай Рензаев (1923—1979) — советский подводник, контр-адмирал[10].
- Фёдор Юрисонов (1915—2005) — советский военнослужащий, старший-сержант[11].